# Bryce Brown
Ne doit pas être confondu avec Bruce Brown, joueur de basket-ball né en 1996.
Pour les articles homonymes, voir Bryce et Brown.
Bryce Wade Brown, né le 24 juillet 1997 à Stone Mountain, en Géorgie, est un joueur américain de basket-ball évoluant au poste d'arrière.

## Biographie

### Carrière universitaire
Entre 2015 et 2019, il joue pour les Tigers d'Auburn à l'université d'Auburn.

### Carrière professionnelle

#### Red Claws du Maine (2019-2020)
Le 20 juin 2019, automatiquement éligible à la draft 2019 de la NBA, il n'est pas sélectionné.
En juillet 2019, il participe aux NBA Summer Leagues de Las Vegas et de Sacramento avec les Kings de Sacramento.
Le 24 septembre 2019, il signe un contrat avec les Celtics de Boston. Le 28 septembre 2019, il est libéré de son contrat.
Le 26 octobre 2019, il rejoint les Red Claws du Maine, l'équipe de G-League affiliée aux Celtics.
Le 7 décembre 2019, lors de la défaite 128 à 123 chez les Blue Coats du Delaware, il marque 11 paniers à trois points sur 11 tentatives et termine le match avec 43 points.
Quand la saison de G-League est suspendue le 12 mars 2020, Brown a des moyennes de 16,1 points, 3,6 rebonds, 2,4 passes décisives et une interception par match avec 42,7 % de réussite aux tirs à trois points.

#### Knicks de Westchester (2020-2021)
Le 17 décembre 2020, il signe un contrat avec les Knicks de New York. Le 19 décembre 2020, il est libéré de son contrat.
Le 21 janvier 2021, il rejoint les Knicks de Westchester, l'équipe de G-League affiliée aux Knicks de New York.

#### Nets de Long Island (2021-2022)
Le 10 octobre 2021, il signe un contrat avec les Nets de Brooklyn. Le 11 octobre 2021, il est libéré de son contrat.
Le 25 octobre 2021, il rejoint les Nets de Long Island, l'équipe de G-League affiliée aux Nets de Brooklyn.

#### Beşiktaş JK (juil. - oct.2022)
Le 25 juillet 2022, il signe avec l'équipe turque du Beşiktaş JK.

#### Wilki Morskie Szczecin (oct.2022 - 2023)
Le 29 octobre 2022, il signe avec l'équipe polonaise du Wilki Morskie Szczecin (en).

#### JL Bourg-en-Bresse (2023-2024)
Le 3 juillet 2023, il signe un contrat avec l'équipe française de la JL Bourg-en-Bresse dans le but de remplacer Jordan Floyd

## Palmarès

### Universitaire
- 2× Second-team All-SEC en 2018 et 2019
- SEC tournament MVP en 2019

### En club
- Champion de Pologne en 2023
- MVP de la finale du championnat de Pologne en 2023

## Profil de jeu
Bryce Brown est principalement connu pour être un très bon attaquant. Il est notamment doté d'un très bon bras qui lui permet de shooter avec aisance jusqu'à plusieurs mètres derrière la ligne à 3 points. Pour preuve, il tournait à quasiment 40 % à 3-points sur 5,7 tentatives par match en 2022-2023 lors de sa saison à Wilki Morskie Szczecin. En décembre 2019, il a signé un exceptionnel 11/11 à 3-points en G-League. Il est aussi un bon défenseur.

## Statistiques

### Universitaires
Les statistiques de Bryce Brown en matchs universitaires sont les suivantes :
| Saison    | Équipe   | Matchs | Titul. | Min./m | % Tir | % 3pts | % LF | Rbds/m. | Pass/m. | Int/m. | Ctr/m. | Pts/m. |
| --------- | -------- | ------ | ------ | ------ | ----- | ------ | ---- | ------- | ------- | ------ | ------ | ------ |
| 2015-2016 | Auburn   | 30     | 11     | 24,7   | 33,9  | 37,0   | 82,6 | 1,83    | 0,67    | 0,37   | 0,00   | 10,07  |
| 2016-2017 | Auburn   | 28     | 13     | 21,1   | 36,0  | 40,0   | 66,7 | 1,96    | 1,25    | 0,93   | 0,21   | 7,50   |
| 2017-2018 | Auburn   | 33     | 33     | 31,2   | 40,1  | 38,2   | 77,5 | 1,97    | 1,67    | 0,97   | 0,21   | 15,88  |
| 2018-2019 | Auburn   | 40     | 40     | 32,0   | 43,7  | 41,0   | 80,7 | 2,08    | 1,90    | 1,10   | 0,05   | 15,93  |
| Carrière  | Carrière | 131    | 97     | 27,8   | 39,5  | 39,2   | 78,5 | 1,97    | 1,42    | 0,86   | 0,11   | 12,77  |